# Amame hasta con los dientes
«Amame hasta con los dientes» es una canción interpretada por la banda mexicana Timbiriche donde la canta solamente el integrante masculino del grupo: Erik.

## Antecedentes y significado
Fue lanzado como el segundo sencillo del álbum Timbiriche VIII y IX, lanzado en el mes de abril de 1988, la cual fue una canción considerada con buen recibimiento y también otra popular del disco.Además apareció en la lista de Notitas Musicales, mientras que el sencillo anterior todavía estaba bien reproducido y finalmente alcanzó el puesto #2 en la lista.
La canción trata acerca del mutuo amor y devoción hacia una relación de pareja, es decir simboliza un amor que es visceral y crudo, que va más allá de lo superficial y se adentra en lo profundo y lo carnal.

## Video
Al principio del video se muestra a Erik, Diego y Eduardo caminar por las calles mientras las chicas caminan, luego comienzan a cantar en una fiesta, al final terminan dando una pequeña presentación.

## Posicionamiento
| Listas                              | Posición |
| ----------------------------------- | -------- |
| Argentina Top 40                    | 5        |
| Perú Top 100                        | 2        |
| Colombia Top 100                    | 8        |
| Latinoamérica Top 100               | 6        |
| Ecuador Top 50                      | 13       |
| Iberoamérica Top 100                | 3        |
| Venezuela Top 40                    | 7        |
| México Top 200                      | 37       |
| México Top 60+                      | 3        |
| España Hot 100                      | 1        |
| EE. UU. Billboard Latin Pop Airplay | 20       |

## Trascurso de la grabación
- Las canciones más reconocidas de la banda son interpretadas por los varones
- En el video tipo concierto, es uno de los últimos conciertos en los que aparece la cantante Mariana .

- Datos: Q132717210